# Opiat

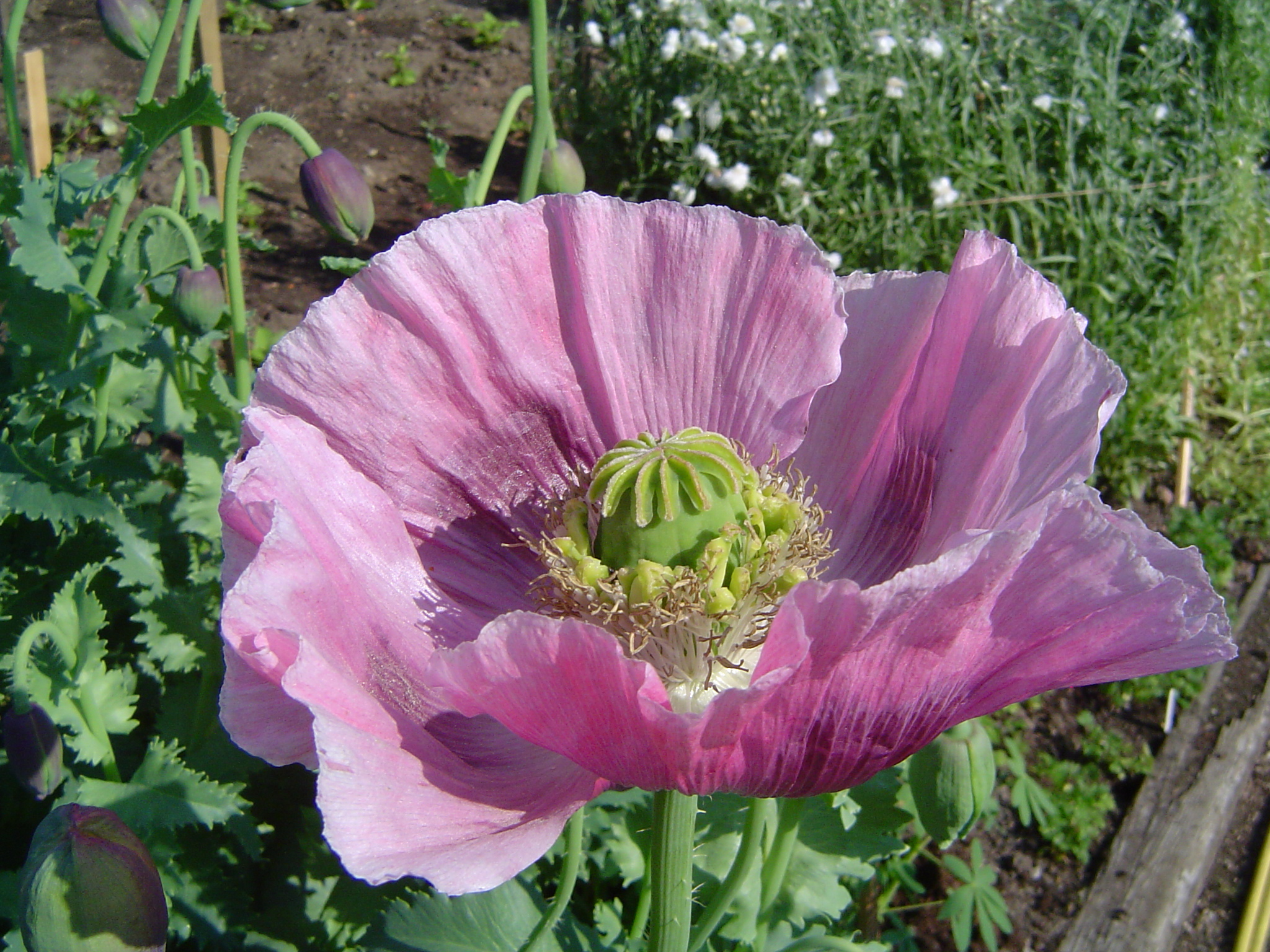
Opiumvallmon. Fröhuvudet med frökapslar syns i mitten av blomman.

Opiater, eller opiumalkaloider, kallas alla sammansättningar av alkaloider som finns i opium. Opiater ingår i gruppen opioider, där de utgör de icke-syntetiska opioiderna och alltså endast innehåller derivat från opiumvallmo, Papaver somniferum. Opioider är i sin tur en underordnad grupp till analgetika.
De viktigaste opiaterna från opium är morfin, kodein, tebain, papaverin, noskapin och narcein. Det finns även cirka 25 andra alkaloider men dessa har inte någon effekt på nerverna och således räknas de inte som opiater. Även heroin är en opiat som har två acetylgrupper adderade på den ursprungliga morfinmolekylen. Vissa opiater, såsom morfin, kodein och noskapin har stor betydelse inom sjukvården.

## Bakgrund
Opiater har sitt ursprung från växten Papaver somniferum, opiumvallmon. Frökapslarnas mjölksaft innehåller bl.a. ämnena morfin och kodein, från vilka andra substanser som etylmorfin och heroin har utvecklats. Alkaloider från vallmon ger smärtstillande och euforiska effekter då dessa binder till hjärnans opiatreceptorer.
Apotekaren Friedrich Sertürner var den förste att isolera opiumets aktiva substans, opiaten morfin, vilket han lyckades med 1803-1804. Efter isoleringen av ämnet och kartläggning av dess effekter på människokroppen så fick morfin som enskilt ämne en stor spridning inom sjukvården, till skillnad från den tidigare användningen av opium. Några år efter att morfin isolerats så isolerades även kodein.

## Historik
Vallmon förekom sannolikt först i Persien och möjligtvis även öster om Medelhavet. Historiskt så har vallmon odlats för skörd i Mindre Asien, Persien, Indien, Kina och Balkanhalvön. I mindre skala så har vallmon även odlats i Egypten, Algeriet, Ryssland, Japan, Australien, Mexiko och Nordamerika.
De första förekommande opiaterna användes troligen i syfte av eufori under religiösa ritualer, men även inom religiös läkekonst. De kom även att användas medicinskt, då för att mildra smärta eller avsluta människors liv snabbt och smärtfritt. Dessa intogs sannolikt genom munnen eller inandning av ångor.
Med opiaternas ökade spridning och användning, mellan år 1000 e.Kr och år 1300 e.Kr, så uppkom även missbruk av drogerna. Under 1500-talet skrevs de första skrifterna som man känner till om drogernas missbruk och tolerans, författade i bland annat Egypten, Tyskland och England.
Då det under 1600-talet förbjöds att röka tobak i Kina så uppkom istället rökandet av opium i området. Trots försök att förbjuda och minska opiumanvändningen så påtvingade Storbritannien och Frankrike istället en fortsatt opiumhandel och opiumkonsumtion i Kina.
Efter att morfin isolerats under tidigt 1800-tal så kom opiaten att få en stor roll inom sjukvården, bland annat under mindre kirurgiska ingrepp, efterbehandlingar efter ingrepp och för olika typer av kronisk smärta. Däremot så upptäcktes morfin senare innebära lika hög risk för missbruk och beroende som opium, vilket i sin tur ledde till en ökad satsning på att finna potentiella opioider för säkrare användning. Framförallt så har detta varit syftet med utvecklingen av syntetiska opioider.